# Mercury-Atlas 3
Mercury-Atlas 3 (MA-3) est une mission spatiale non-habitée de la NASA du programme Mercury.
Réalisée le 25 avril 1961, le lanceur Atlas D lancé depuis la base de lancement de Cap Canaveral, ne parvient pas à se mettre en orbite, la capsule Mercury est récupérée et utilisée pour le vol Mercury-Atlas 4. 

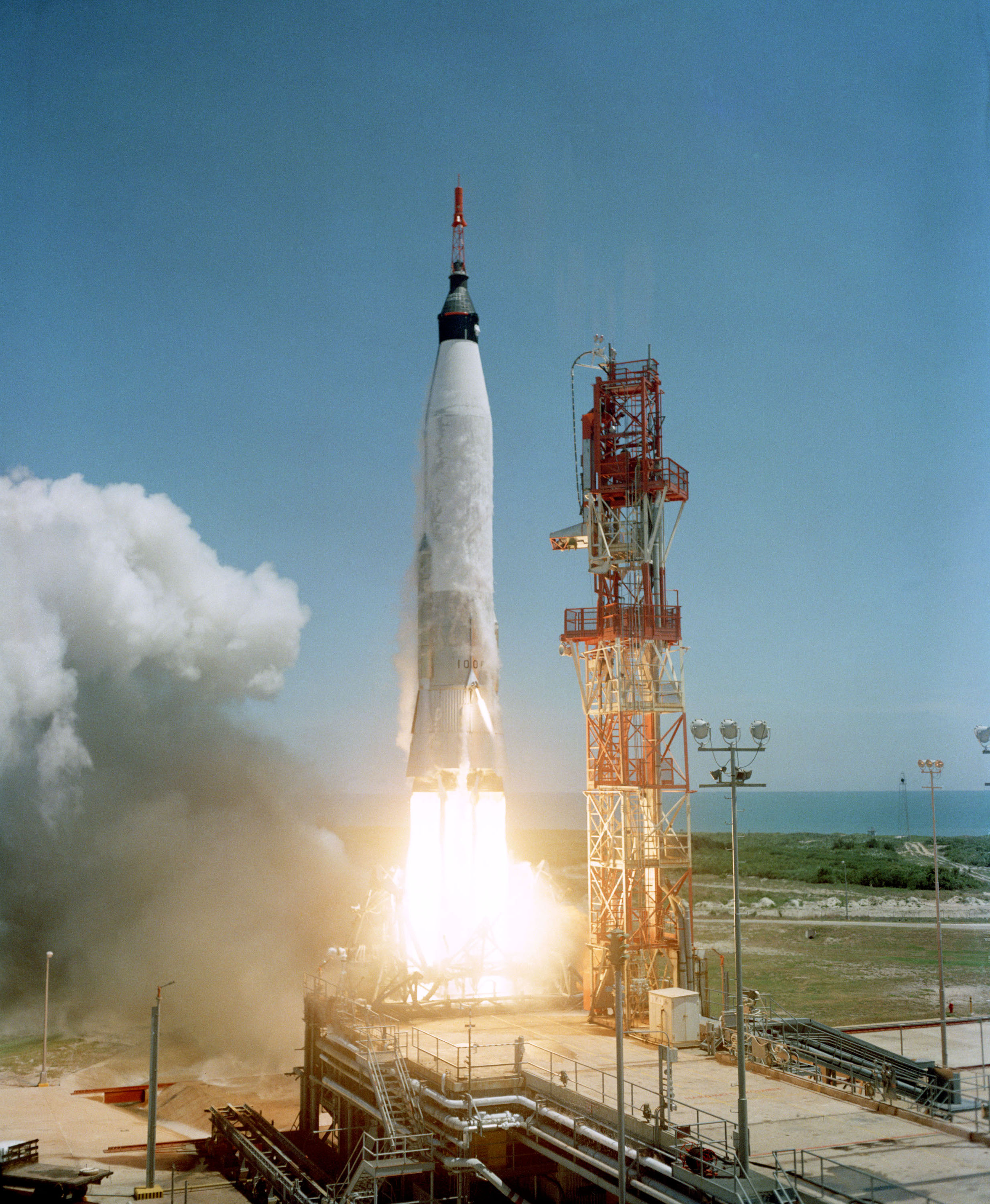
Le lancement de la mission Mercury-Atlas 3.